# Hoekmolen
De Hoekmolen is een wipmolen nabij Hei- en Boeicop in de Nederlandse gemeente Vijfheerenlanden. De molen aan de Kanaaldijk is gebouwd ten behoeve van de bemaling van de polder Neder- en Over-Heicop. Het bouwjaar is onbekend, maar de Hoekmolen is een zeer oude molen. Hij was tot 1945 in bedrijf; daarna nam een dieselgemaal de taak van de molen over. Op 20 maart 2004 sloeg de molen op hol tijdens een storm, waardoor hij in brand vloog. Snel ingrijpen van de brandweer heeft ervoor gezorgd dat de onderbouw behouden bleef. Het bovenhuis werd zwaar beschadigd en moest grotendeels herbouwd worden. In juni 2005 was de molen weer maalvaardig. In 2009 en 2010 onderging de ondertoren een grote restauratie, in juli 2010 werd de molen opgeleverd.
Tot 1 februari 2008 was de Hoekmolen in bezit van het Hoogheemraadschap van de Alblasserwaard en de Vijfheerenlanden. Op die datum werd hij verkocht aan de SIMAV.